# Nion
Pour l’article ayant un titre homophone, voir Nyon.
Nion est une commune située dans le département de Lanfièra de la province du Sourou au Burkina Faso.